# Messerer-Keil

Diagramm: Eine seitlich auf den Röhrenknochen einwirkende Kraft (rote Pfeile) führt zu einem keilförmigen Knochenfragment (rote Bruchlinien)

Messerer-Keil, auch Messerer-Bruch, ist ein Begriff aus der Rechtsmedizin. Es handelt sich dabei um einen speziellen Knochenbruch, der entsteht, wenn ein Röhrenknochen durch eine örtlich umschriebene, seitlich einwirkende Kraft gebogen wird (Biegefraktur). Dabei entsteht auf der Seite der Krafteinwirkung ein charakteristischer Knochenkeil, dessen Schenkel zur Basis hin konvex sind und spitz zulaufen (siehe nebenstehende Abbildung). Er ist eine typische Verletzung an den Unterschenkeln von Fußgängern, die von Autos angefahren wurden. Da sich aus der Lokalisation eines typischen Messerer-Keils die Richtung der Krafteinwirkung ableiten lässt, kann er für die Rekonstruktion von Verkehrsunfällen genutzt werden.
Der Begriff geht zurück auf die Beschreibung durch den Rechtsmediziner Otto Messerer (1853–1932).

## Auftreten bei Verkehrsunfällen
Messerer-Brüche werden am häufigsten an den Beinen von Fußgängern gefunden, die in Verkehrsunfälle mit Autos oder Lastwagen verwickelt waren. Ursächlich ist die Aufprall der Stoßstange oder anderer hervorstehender Strukturen der Fahrzeugfront mit dem Bein. Der Keil befindet sich dabei an der Aufprallstelle oder bedingt durch die Knochenstruktur etwas unterhalb davon. Bei Unfällen mit Autos ist meistens das Schienbein gebrochen, seltener das Wadenbein und gelegentlich beide. Bei Unfällen mit LKW findet sich der Messerer-Bruch eher am Oberschenkelknochen. Messerer-Brüche treten bei Aufprallgeschwindigkeiten oberhalb von 20-30 km/h auf, ab etwa 70 km/h sind sie hingegen nicht mehr zu beobachten.
Im modernen Fahrzeugbau sind abgerundete Frontpartien mit integrierten Stoßfängern verbreitet, womit die Aufprallfläche bei einer Kollision mit einem Fußgänger größer wird. Es ist daher anzunehmen, dass klassische Messerer-Brüche in Zukunft seltener auftreten und andere Bruchformen an den Beinen angefahrener Fußgänger häufiger werden.

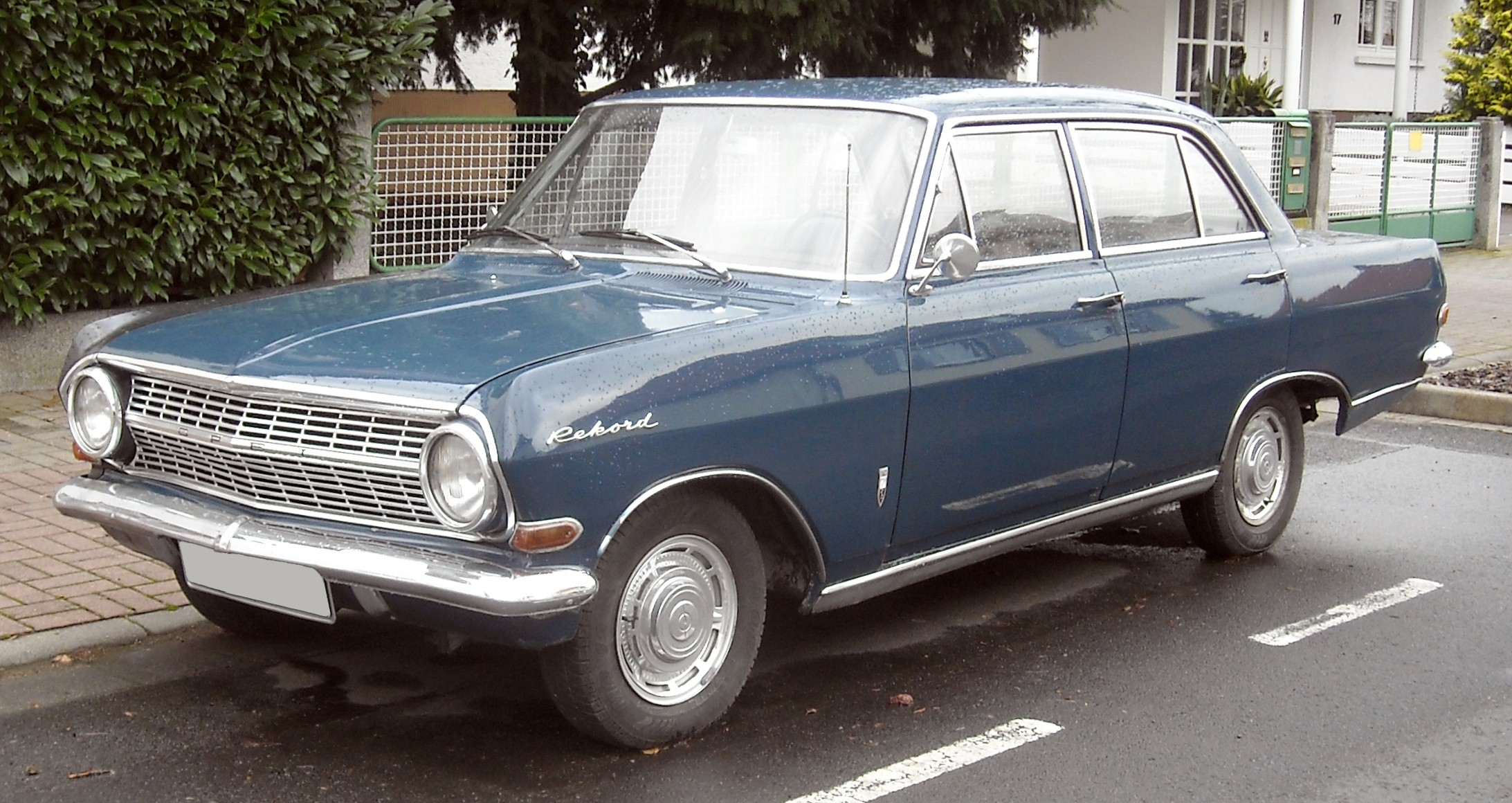
Opel Rekord A (1963-1965) mit deutlich hervorstehender Stoßstange (zum Vergrößern klicken)
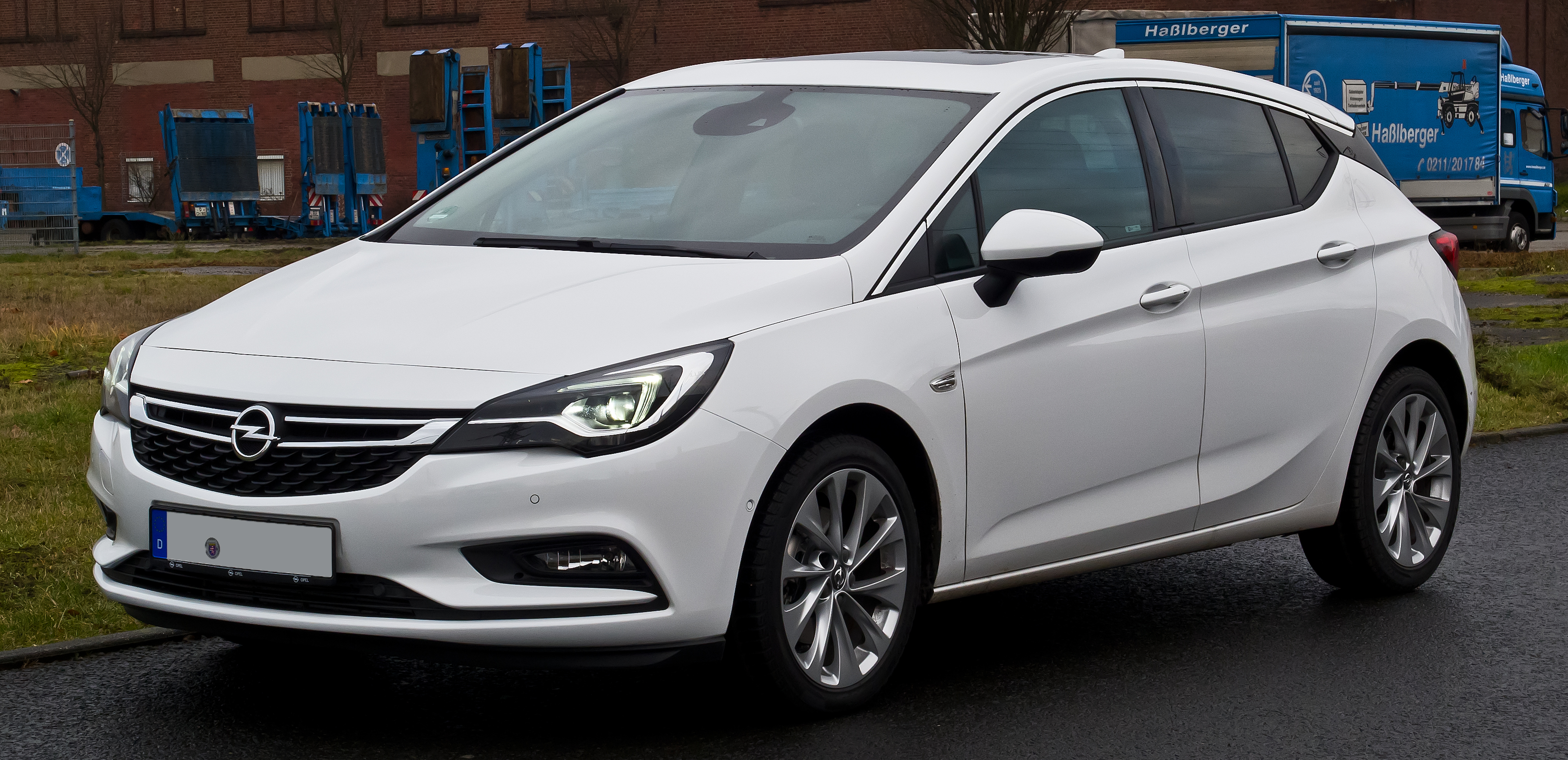
Opel Astra K (2015-2021) mit abgerundeter Frontschürze (zum Vergrößern klicken)